# Specialistul (povestire)
„Specialistul” ("Specialist") este o povestire științifico-fantastică scrisă de autorul american Robert Sheckley.
A apărut inițial în 1953 în revista The Magazine of Fantasy & Science Fiction și apoi în diverse colecția de povestiri cum ar fi  Untouched by Human Hands (1954) și  The Golden Age of Science Fiction, editată de  Kingsley Amis în 1981.  
În limba română a fost tradusă de Delia Ivănescu și a fost publicată în volumul Monștrii (1995, Editura Nemira, Colecția Nautilus).

## Prezentare
O navă cargo galactică este deviată de la curs de o furtună fotonică. După ce membrii echipajuui își revin, își dau seama că nu cunosc locul în spațiu în care se află și că unul dintre membrii lor, cunoscut sub numele de Pusher, este mort.